# (2583) Фатьянов
(2583) Фатьянов (лат. Fatyanov) — типичный астероид главного пояса, открыт 3 декабря 1975 года советским астрономом Тамарой Смирновой в Крымской астрофизической обсерватории и 31 мая 1988 года назван в честь советского поэта Алексея Фатьянова.

## Обнаружение и именование
(2583) Фатьянов
Открыт 3 декабря 1975 года в Научном Т. М. Смирновой.
Назван в память об известном советском поэте и авторе популярных песен Алексее Ивановиче Фатьянове (1919—1959).
Оригинальный текст (англ.)2583 Fatyanov
Discovered 1975-12-03 by Smirnova, T. at Nauchnyj.
Named in memory of Aleksej Ivanovich Fatʹyanov (1919—1959), well-known Soviet poet and writer of popular songs.
Источники: DISCOVERY.DB; M.P.C. 13172.

## Орбита

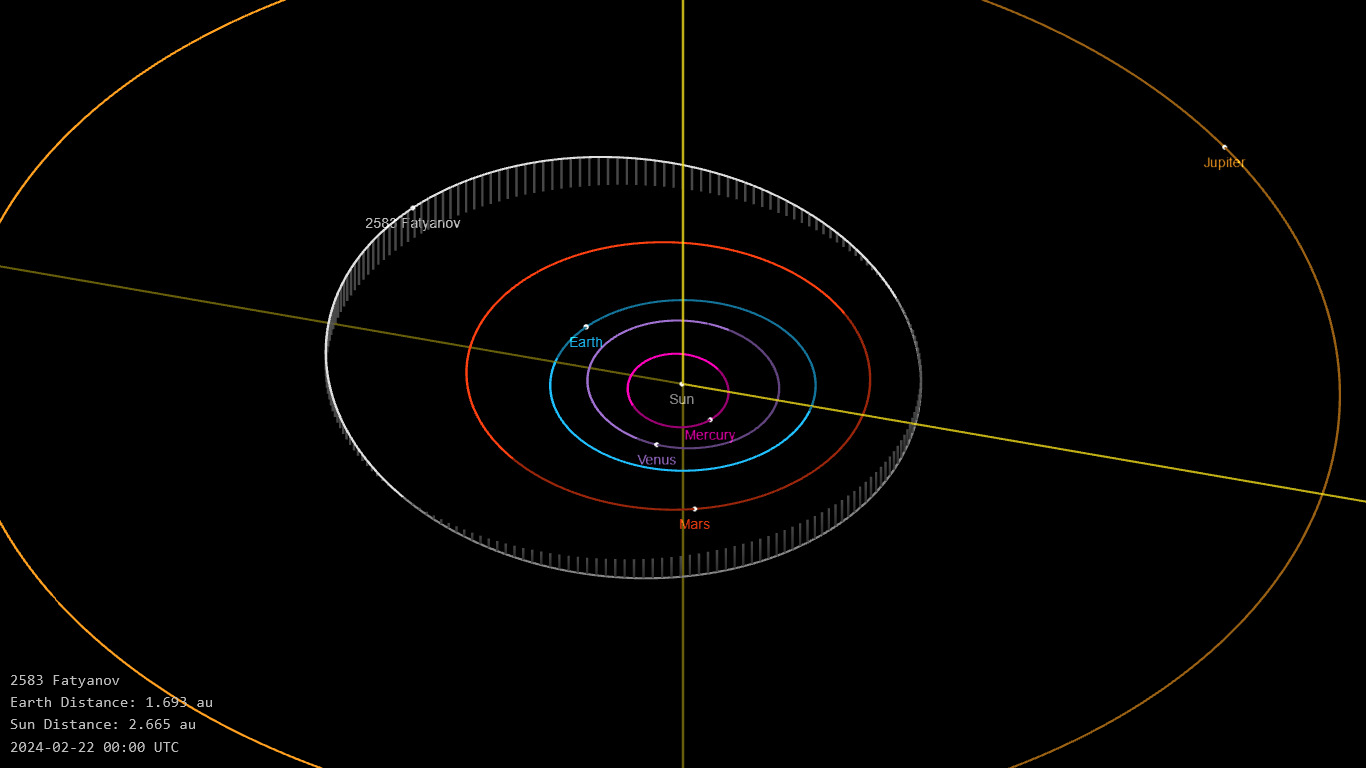
Орбита астероида Фатьянов и его положение в Солнечной системе

## Физические характеристики
Астероид относится к таксономическому классу S.
По результатам наблюдений в видимом и ближнем инфракрасном диапазоне космического телескопа NEOWISE диаметр астероида оценивался равным 5,658±0,118 км и 4,87±0,75 км. Согласно тем же источникам альбедо оценивается как 0,3817±0,0755, 0,40±0,14 и 0,382±0,076.